# Irmgard Kramer
Irmgard Kramer (* 3. April 1969 in Dornbirn) ist eine österreichische Autorin.

## Leben
Kramer war von 1991 bis 2010 Volksschullehrerin. Von 2010 bis 2012 absolvierte sie einen Studienlehrgang an der Alice Salomon Hochschule Berlin, den sie 2012 mit einem Master of Arts im biografischen und kreativen Schreiben abschloss. Seit 2012 ist sie bei der Literaturagentur Die Buchagenten unter Vertrag. Die Lizenzen ihrer zahlreichen Bücher wurden bislang in Island, Dänemark, der Ukraine, der Türkei, Russland, Kolumbien für Südamerika und Zentralamerika, Slowenien, Ungarn, Rumänien, Slowenien und Polen verkauft und wurden mit mehreren Preisen ausgezeichnet.
Neben ihrer hauptberuflichen Tätigkeit als Romanautorin schreibt Irmgard Kramer für den Falter Verlag und Beiträge für Magazine, etwa für das Reisemagazin Bregenzerwald, oder das Magazin NobleSee.
Irmgard Kramer lebt in Wien und im Bregenzerwald.

## Werke
- Auftragswerk Stadtmuseum Dornbirn: Hilda. Meine Großmutter, der Nationalsozialismus und ich. Falter Verlag. ISBN 978-3-85439-734-2
- Ida Butterblum und die Tür nach Anderswo. Illustrationen von Florentine Prechtel. Arena. ISBN 978-3401606163
- Wisperwasser. Es ist unser Geheimnis. Illustrationen von Florentine Prechtel. Arena. ISBN 978-3-401-60615-6
- Reihe Pepino Rettungshörnchen

1. Pepino Rettungshörnchen. Illustrationen von Nora Paehl. cbj. ISBN 978-3-570-17762-4.
2. Pepino Rettungshörnchen - Alarm im Park. Illustrationen von Nora Paehl. cbj. ISBN 978-3-570-17763-1

- Ein Löwe unterm Tannenbaum. Illustrationen von Carola Sturm. Loewe, Bindlach 2018, ISBN 978-3-7855-8365-4.
- Reihe Sunny Valentine

1. Sunny Valentine – Von Tropenvögeln und königlichen Unterhosen. Illustrationen von Nina Dulleck. Loewe, Bindlach 2014, ISBN 978-3-7855-7888-9.
2. Sunny Valentine – Von Schaumbädern und tanzenden Rollschuhen. Illustrationen von Nina Dulleck. Loewe, Bindlach 2015, ISBN 978-3-7855-7889-6.
3. Sunny Valentine – Von der Flaschenpost im Limonadensee. Illustrationen von Nina Dulleck. Loewe, Bindlach 2015, ISBN 978-3-7855-7890-2.
4. Sunny Valentine – Von Zirkuskanonen und elefantösen Notfällen. Illustrationen von Nina Dulleck. Loewe, Bindlach 2016, ISBN 978-3-7855-8364-7.

- Taschenbücher Sunny Valentine

1. Sunny Valentine – Von Tropenvögeln und königlichen Unterhosen. Carlsen, ISBN 978-3-551-31658-5 (Taschenbuch).
2. Sunny Valentine – Von Schaumbädern und tanzenden Rollschuhen. Carlsen, ISBN 978-3-551-31664-6.

- Reihe Pfeffer, Minze

1. Pfeffer, Minze und die Schule. Illustrationen von Petra Eimer. Loewe, Bindlach 2016, ISBN 978-3-7855-8258-9.
2. Pfeffer, Minze und das Schulgespenst. Illustrationen von Petra Eimer. Loewe, Bindlach 2016, ISBN 978-3-7855-8259-6.

- Reihe Die Piratenschiffgäng

1. Die Piratenschiffgäng – Der fiese Admiral Hammerhäd. Illustrationen von Zapf. Loewe, Bindlach 2016, ISBN 978-3-7855-8248-0.
2. Die Piratenschiffgäng – Die Insel der schrecklichen Schrecken. Illustrationen von Zapf. Loewe, Bindlach 2016, ISBN 978-3-7855-8249-7.
3. Die Piratenschiffgäng – In stürmischer Mission. Illustrationen von Zapf. Loewe, Bindlach 2017, ISBN 978-3-7855-8292-3.
4. Die Piratenschiffgäng – Der Schatz des Tschupa Tschupa. Illustrationen von Zapf. Loewe, Bindlach 2017, ISBN 978-3-7855-8293-0.

- Marianne und die roten Zauberstiefel. Bilderbuch. Illustrationen von Svetlana Kilian. Hrsg. Marianne Hengl. Bucher 2018, ISBN 978-3-99018-474-5.
- Jugendromane (Einzeltitel)
  - Irmgard Kramer: Die indische Uhr. Bucher, Hohenems 2010, ISBN 978-3-99018-027-3.
  - Irmgard Kramer: Am Ende der Welt traf ich Noah. Loewe, Bindlach 2015, ISBN 978-3-7855-8127-8.
  - Irmgard Kramer: 17 Erkenntnisse über Leander Blum. Loewe, Bindlach 2018, ISBN 978-3-7855-8911-3.
- Anthologie
  - Manhattan Tender. Irmi in New York. Cindigo, München 2014, ISBN 978-3-944251-23-3.
  - V#35 Literatur Vorarlberg. Stechuhr und Babydoll. Gegenüber der Fabrik. ISBN 978-3-9503808-4-2
- Roman
  - Liebe ist die beste Köchin. Piper, München 2019, ISBN 978-3-492-31320-9.
- Hörbücher

1. Sunny Valentine – Von Tropenvögeln und königlichen Unterhosen. Argon, 2014, ISBN 978-3-8398-4070-2.
2. Sunny Valentine – Von Schaumbädern und tanzenden Rollschuhen. Argon, 2015, ISBN 978-3-8398-4088-7.
3. Sunny Valentine – Von der Flaschenpost im Limonadensee. Argon, 2015, ISBN 978-3-8398-4103-7.
4. Pfeffer, Minze und die Schule. Argon, 2016, ISBN 978-3-8398-4118-1.
5. Pfeffer, Minze und das Schulgespenst. Argon, 2016, ISBN 978-3-8398-4132-7.
6. Ein Löwe unterm Tannenbaum. Argon, 2018, ISBN 978-3-8398-4186-0.
7. Pepino Rettungshörnchen. cbj Audio. ISBN 978-3-8371-5683-6.
8. Pepino Rettungshörnchen – Alarm im Park. cbj Audio. ISBN 978-3-8371-5683-6.

## Auszeichnungen
- Nominiert für den Preis der Leserstimmen des Büchereiverbandes Österreichs[11] mit Am Ende der Welt traf ich Noah.
- In der Shortlist für den DeLiA-Literaturpreis 2016[12] mit Am Ende der Welt traf ich Noah.
- In der Kollektion Österreichischer Staatspreis für Kinder- und Jugendliteratur 2016[13] mit Am Ende der Welt traf ich Noah.
- Nominiert für den Preis der Leserstimmen des Büchereiverbandes Österreichs 2019[14] mit 17 Erkenntnisse über Leander Blum.
- Österreichischer Kinder- und Jugendbuchpreis 2019 für 17 Erkenntnisse über Leander Blum.

## Belege
1. ↑  Irmgard Kramer, auf loewe-verlag.de, abgerufen am 21. Februar 2019
2. ↑  Irmgard Kramer Kinder- und Jugendbuchbuchautorin mit Leidenschaft (Memento des Originals vom 7. Mai 2018 im Internet Archive)  Info: Der Archivlink wurde automatisch eingesetzt und noch nicht geprüft. Bitte prüfe Original- und Archivlink gemäß Anleitung und entferne dann diesen Hinweis., auf diebuchagenten.de, abgerufen am 21. Februar 2019
3. ↑  Þýðingastyrkir á íslensku 2015, auf islit.is, abgerufen am 21. Februar 2019
4. ↑  Sunny Valentine - Om tropefugle og kongelige underbukser af Irmgard Kramer, auf saxo.com, abgerufen am 21. Februar 2019
5. ↑  Foreign Rights Catalogue Autumn 20175, auf issuu.com, abgerufen am 21. Februar 2019
6. ↑  Çirkin Balık ve Hazinesi - Korsan Tayfası (Memento des Originals vom 7. Mai 2018 im Internet Archive)  Info: Der Archivlink wurde automatisch eingesetzt und noch nicht geprüft. Bitte prüfe Original- und Archivlink gemäß Anleitung und entferne dann diesen Hinweis., auf kitapdenizi.com, abgerufen am 21. Februar 2019
7. 1 2 3  NEWWelcome to our Foreign Rights Catalogue Autumn 2017 (Seite nicht mehr abrufbar, festgestellt im Juli 2025. Suche in Webarchiven)  Info: Der Link wurde automatisch als defekt markiert. Bitte prüfe den Link gemäß Anleitung und entferne dann diesen Hinweis., auf uklitag.com, abgerufen am 21. Februar 2019
8. ↑  KRAMER IRMGARD, auf librerianacional.com, abgerufen am 21. Februar 2019
9. ↑  Wandern, bis der Käse kommt, auf issuu.com, abgerufen am 21. Februar 2019
10. ↑  Tatort Bodensee (Memento des Originals vom 7. Mai 2018 im Internet Archive)  Info: Der Archivlink wurde automatisch eingesetzt und noch nicht geprüft. Bitte prüfe Original- und Archivlink gemäß Anleitung und entferne dann diesen Hinweis., auf hohentwiel.com, abgerufen am 21. Februar 2019
11. ↑  Archivierte Kopie (Memento des Originals vom 6. August 2020 im Internet Archive)  Info: Der Archivlink wurde automatisch eingesetzt und noch nicht geprüft. Bitte prüfe Original- und Archivlink gemäß Anleitung und entferne dann diesen Hinweis.
12. ↑  Die Shortlist für den DELIA-Literaturpreis 2016 steht fest, auf petra-schier.de, abgerufen am 21. Februar 2019
13. ↑  Kollektion 2016 (Memento des Originals vom 22. Februar 2019 im Internet Archive)  Info: Der Archivlink wurde automatisch eingesetzt und noch nicht geprüft. Bitte prüfe Original- und Archivlink gemäß Anleitung und entferne dann diesen Hinweis., auf lesefest.at, abgerufen am 21. Februar 2019
14. ↑  Die nominierten Bücher | Leserstimmen. Abgerufen am 14. November 2018.

| Personendaten    | Personendaten           |
| ---------------- | ----------------------- |
| NAME             | Kramer, Irmgard         |
| KURZBESCHREIBUNG | österreichische Autorin |
| GEBURTSDATUM     | 3. April 1969           |
| GEBURTSORT       | Dornbirn                |